# مایک مالن
مایک مالِن (به انگلیسی: Michael Glenn "Mike" Mullen) (زادهٔ ۴ اکتبر ۱۹۴۶) ادمیرال بازنشسته نیروی دریایی ایالات متحده آمریکا است، که در فاصله سال‌های ۲۰۰۷ تا ۲۰۱۱ به‌عنوان هفدهمین رئیس ستاد مشترک نیروهای مسلح ایالات متحده آمریکا فعالیت می‌کرد.
مالن فعالیت نظامی را از سال ۱۹۶۸ در نیروی دریایی آمریکا آغاز کرد و تا پیش از سال ۲۰۰۰ فرماندهی شناورهای یواس‌اس ناکسوبی، یواس‌اس گلدزبرو، یواس‌اس یورک‌تان و ناو هواپیمابر یواس‌اس جورج واشینگتن را برعهده داشت.
وی از ۲۰۰۳ تا ۲۰۰۴ جانشین فرمانده عملیات نیروی دریایی بود، از ۲۰۰۴ تا ۲۰۰۵ به‌عنوان فرمانده نیروهای دریایی ایالات متحده اروپا و آفریقا فعالیت می‌کرد و با حفظ سمت فرماندهی نیروی مشترک ناپل را برعهده داشت و در فاصله سال‌های ۲۰۰۵ تا ۲۰۰۷ بیست و هشتمین فرمانده عملیات نیروی دریایی آمریکا بود.